# Liste der Schulerzählungen in Literatur und Medien
Die Liste der Schulerzählungen in Literatur und Medien ist eine Bibliographie, die von einem teilweise unspezifischen Erzählbegriff ausgeht; von daher werden beispielsweise auch dramatische Texte aufgenommen. Ausschlaggebend ist, dass Schule und mit ihr Lehrer und Schüler im Zentrum stehen oder einen thematischen Schwerpunkt abgeben (zu weiteren systematischen und historischen Bestimmungen vgl. den Artikel Schulerzählung).
Die Bibliographie, die vom 18. Jahrhundert bis in die Gegenwart reicht, beansprucht keine Vollständigkeit; das gilt insbesondere für die Teile An Kinder und Jugendliche gerichtete Literatur aus dem deutschsprachigen Raum und An Erwachsene oder an Kinder und Jugendliche gerichtete, ins Deutsche übersetzte Literatur.
Die Formulierung „aus dem deutschsprachigen Raum“ trägt dem Umstand Rechnung, dass Autoren häufiger bspw. aus Österreich oder der Schweiz stammen, ihre Werke aber in der BRD bzw. in Deutschland verlegt wurden.
Für den Teil Film, Fernsehen, Internet wurde hingegen angesichts transnationaler Distributions- und Rezeptionspraktiken auf eine Unterscheidung nach „deutschsprachig“ oder „synchronisiert“ verzichtet; das jeweilige Produktionsland wird aber mittels internationaler Kfz-Kennzeichen genannt; für Deutschland werden dabei aufgrund historischer Gegebenheiten die Siglen „D“, „BRD“ und „DDR“ verwendet.

## An Erwachsene gerichtete Literatur aus dem deutschsprachigen Raum

### A
- Alfred Andersch: Der Vater eines Mörders. Zürich 1980.
- Hannes Anderer: Unterwegs zu Melusine. Annweiler 2006.
- Jakob Arjouni: Hausaufgaben. Zürich 2004.

### B
- Jurek Becker: Schlaflose Tage. Frankfurt a. M. 1978.
- Cordt Berneburger (d. i. Thomas Brussig): Wasserfarbe. Berlin 1991.
- Thomas Bernhard: Die Ursache. Eine Andeutung. Salzburg 1975.
- Klaus Böldl: Der nächtliche Lehrer. Frankfurt a. M. 2010.
- Jan Böttcher: Das Lied vom Tun und Lassen. Hamburg 2013.
- Martina Borger / Maria Elisabeth Straub: Im Gehege. Zürich 2004.
- Hermann Burger: Schilten. Schulbericht zuhanden der Inspektorenkonferenz. Zürich 1976.
- Wilhelm Busch: Max und Moritz (Vierter Streich). München 1865.
- Nina Bußmann: Große Ferien. Berlin 2014.

### D
- Hugo Dittberner: Das Internat. Darmstadt 1974.

### E
- Marie von Ebner-Eschenbach: Der Vorzugsschüler (Marie von Ebner-Eschenbach) (in: Aus Spätherbsttagen. Erzählungen). Berlin 1901.

### F
- Theodor Fontane: Mathilde Möhring (1896). Berlin 1908 (weitere Fassungen 1969 u. 2008).
- Barbara Frischmuth: Die Klosterschule. Frankfurt a. M. 1968.
- Caritas Führer: Die Montagsangst. Köln 1998.

### G
- Ernst Glaeser: Jahrgang 1902. Potsdam 1928.
- Jeremias Gotthelf: Leiden und Freuden eines Schulmeisters. Bern 1838.

### H
- Anna Katharina Hahn: Am Schwarzen Berg. Berlin 2012.
- Christoph Hein: Unterm Staub der Zeit. Berlin 2023
- Günter Herburger: Hauptlehrer Hofer. Darmstadt 1975.
- Hermann Hesse: Unterm Rad. Berlin 1906.
- Arno Holz / Johannes Schlaf (Pseud. Bjarne P. Holmsen): Der erste Schultag (in: Papa Hamlet). Leipzig 1889.
- Ödön von Horvath: Jugend ohne Gott. Amsterdam 1937.
- Lutz Hübner: Frau Müller muss weg. Berlin 2011.

### J
- Uwe Johnson: Ingrid Babendererde. Reifeprüfung 1953. Frankfurt am Main 1985.
- Ernst Jünger: Die Zwille. Stuttgart 1973.

### K
- Walter Kempowski: Schule. Immer so durchgemogelt. Erinnerungen an unsere Schulzeit. Deutsche Chronik VIII. München 1974.
- Michael Köhlmeier: Die Musterschüler. München 1989.
- Christian Kracht: Faserland. Köln 1995.
- Brigitte Kronauer: Frau Mühlenbeck im Gehäus. Stuttgart 1980.
- Mareike Krügel: Die Witwe, der Lehrer, das Meer. Göttingen 2003.
- Moritz Krüger: Schulflucht. Eine dokumentarische Erzählung. Reinbek bei Hamburg 1978.

### L
- Benjamin Lebert: Crazy. Köln 1999.
- Jakob Michael Reinhold Lenz: Der Hofmeister oder Vorteile der Privaterziehung. Leipzig 1774.
- Siegfried Lenz: Schweigeminute. Hamburg 2008.
- Rainer Lewandowski: Escape!. Köln 2004.

### M
- Conrad Ferdinand Meyer: Das Leiden eines Knaben (Julian Boufflers. Das Leiden eines Kindes). 1883.
- Heinrich Mann: Professor Unrat oder Das Ende eines Tyrannen. München 1905.
- Heinrich Mann: Abdankung. 1906.
- Thomas Mann: Buddenbrooks. Verfall einer Familie (Hanno-Kapitel). 2 Bde. Berlin 1901.
- Jörg Menke-Peitzmeyer: Erste Stunde. Berlin 2006.
- Karl Philipp Moritz: Anton Reiser. Bde. 1–3. Berlin 1785 f.
- Robert Musil: Die Verwirrungen des Zöglings Törleß. Wien und Leipzig 1906.

### O
- Markus Orths: Lehrerzimmer. Frankfurt a. M. 2003.

### P
- Jean Paul: Leben des vergnügten Schulmeisterlein Maria Wutz in Auenthal. Berlin 1793.

### R
- Erich Maria Remarque: Im Westen nichts Neues. Berlin 1928.
- Franziska Gräfin zu Reventlow: Ellen Olestjerne. München 1903.
- Rainer Maria Rilke: Pierre Dumont (Erzählung) (1894)
- Rainer Maria Rilke: Die Turnstunde. 1902.
- Joseph Roth: Der Vorzugsschüler. 1916.
- Claudia Rusch: Meine freie deutsche Jugend. Frankfurt a. M. 2003.

### S
- Judith Schalansky: Der Hals der Giraffe. Berlin 2012.
- Manuel Schöbel: Alles auf Anfang. Berlin 2001.
- Johann Gottlieb Schummel: Spitzbart, eine komisch-tragische Geschichte für unser pädagogisches Jahrhundert. Leipzig 1779.
- Albert Sixtus, Fritz Koch-Gotha: Die Häschenschule. Leipzig 1924.
- Wilhelm Speyer: Der Kampf der Tertia. Berlin 1927.
- Heinrich Spoerl: Die Feuerzangenbowle. Eine Lausbüberei in der Kleinstadt. Düsseldorf 1933.
- Emil Strauß: Freund Hein. Eine Lebensgeschichte. Berlin 1902.
- Paul von Szczepanski: Spartanerjünglinge. Eine Kadettengeschichte in Briefen. Leipzig 1898.

### T
- Judith W. Taschler: Die Deutschlehrerin. Wien 2013.
- Ludwig Thoma: Lausbubengeschichten (Lausbubengeschichten. Aus meiner Jugendzeit). München 1905.
- Stefan Tomas. Knieriesen. Hildesheim 1992.
- Friedrich Torberg: Der Schüler Gerber (Der Schüler Gerber hat absolviert). Wien 1930.

### U
- Hermann Ungar: Die Klasse. Berlin 1927.

### V
- Thomas Valentin: Die Unberatenen. Düsseldorf 1963.
- Clara Viebig: Die mit den tausend Kindern. Stuttgart 1929.

### W
- Martin Walser: Ein fliehendes Pferd. Frankfurt a. M. 1978.
- Robert Walser: Fritz Kochers Aufsätze. Leipzig 1904.
- Robert Walser: Jakob von Gunten. Berlin 1909.
- Alfred Wellm: Pause für Wanzka oder Die Reise nach Descansar. Berlin und Weimar 1968.
- Franz Werfel: Der Abituriententag. Die Geschichte einer Jugendschuld. Wien und Leipzig 1928.
- Ernst von Wildenbruch: Das edle Blut. Erzählung. Berlin 1892.
- Christa Winsloe: Gestern und heute. Schauspiel in drei Akten und zwölf Bildern (UA Ritter Nérestan, Leipzig 1930). Berlin 1930. Auch unter dem Titel Das Mädchen Manuela. Der Roman von: Mädchen in Uniform. Leipzig 1933.

### Z
- Juli Zeh. Spieltrieb. Frankfurt a. M. 2004.

## An Kinder und Jugendliche gerichtete Literatur aus dem deutschsprachigen Raum

### B
- Horst Bastian: Die Moral der Banditen. Berlin 1964.
- Marieluise Bernhard-von-Luttitz, Friedrich Kohlsaat: Uli und Rike kommen in die Schule. Neue Lausemädchengeschichten. Reinbek bei Hamburg 1986.
- Bastian Bielendorfer: Lehrerkind: lebenslänglich Pausenhof. München, Zürich 2011.
- Bastian Bielendorfer: Lehrerkind: lebenslänglich Klassenfahrt. München, Zürich 2013.
- Kirsten Boie: Erwachsene reden. Marco hat was getan. Hamburg 1994.
- Kirsten Boie: Nicht Chicago. Nicht hier. Hamburg 1999.
- Brigitte Blobel: Alessas Schuld. Die Geschichte eines Amoklaufs. Würzburg 2006.

### C
- Dagmar Chidolue: Magic Müller. Hamburg 1992.

### D
- Beate Dölling: Sommerglück und Idiotenpech. Weinheim 2009.

### E
- Ilona Einwohlt: Die Schule und ich. Würzburg 2009.

### F
- Willi Fährmann, Annegret Ritter: Ich will in die Schule. München 1994.
- Karen-Susan Fessel: Und wenn schon!. Hamburg 2002.
- Monika Feth: Klatschmohn und Pistazieneis. München 1996.
- Sissi Flegel: Wir sind die 4. Klasse. Hamburg 2007.
- Ilse Frapan: Hamburger Bilder für Kinder. Hamburg 1899.
- Frau Freitag: Chill mal, Frau Freitag. Berlin 2011.
- Frl. Krise: Ghetto-Oma. Ein Leben mit dem Rücken zur Tafel. Reinbek b. Hamburg 2012.
- Jana Frey: Kein Wort zu niemandem. Würzburg 2002.

### G
- Claudine Gaetzi: Als ich klein war. Zürich 1999.
- Dagmar Geisler: Wandas erste Schulgeschichte. München 2007.
- Maja Gerber-Hess: Sonst kommst du dran. München 2002.
- Günter Görlich: Den Wolken ein Stück näher. Berlin 1971.
- Mirijam Günter: Die Ameisensiedlung. München 2006.

### H
- Oliver Hassencamp: Die Jungens von Burg Schreckenstein. München 1959.
- Heidi Hassenmüller: Kein Engel weit und breit. Hamburg 2005.
- Nikolaus Heidelbach: Die dreizehnte Fee. Weinheim, Basel 2002.
- Silvia Heinlein, Jutta Garbert: Clara und Ben kommen in die Schule. Würzburg 2005.
- Wolfgang Herrndorf: Tschick. Hamburg 2010.

### J
- Heinz Janisch, Heide Stöllinger: Herr Kratochwill – fast – zu spät. Wien 2009.
- Sabine Jörg, Ingrid Kellner: Der Ernst des Lebens. Stuttgart 1992.
- Anna Maria Jokl: Die Perlmutterfarbe. Ein Kinderroman für fast alle Leute. Berlin 1948.

### K
- Erich Kästner: Das fliegende Klassenzimmer. Stuttgart 1933.
- Hermann Kant: Die Aula. Berlin 1965.
- Uwe Kant: Das Klassenfest. Berlin 1969.
- Ulrich Karger: Dicke Luft in Halbundhalb (1. + 2. Kapitel). Erlangen 1994.
- Wolfgang Kindler: Dich machen wir fertig!. Mülheim an der Ruhr 2007.
- Ingrid Kötter: Schule ist schööön!. Würzburg 1996.
- Irina Korschunow, Edith Schindler: Für Steffi fängt die Schule an. Zürich, Köln 1982.
- Heike Kottmann: Licht aus, die Mayer kommt! Meine wilden Internatsjahre. Köln 2015.
- Irma Krauß: Meerhexe. Weinheim, Basel 2001.
- Cornelia Kurth: Friederikes Tag. Frankfurt a. M. 1998.

### L
- Kai Lange: Schab nix gemacht. Geschichten aus der Hauptschule. München 2013.
- Sabine Ludwig: Hilfe, ich hab meine Lehrerin geschrumpft. Hamburg 2006.
- Ida Luttrell, Erhard Dietl: Mein schönster Schultag. Ravensburg 1995.

### M
- Paul Maar: Eine Woche voller Samstage (Sams (Buchreihe) 1973).
- Manfred Mai: Grosse Pause. Schulgeschichten. Würzburg 1995.
- Philipp Möller: Isch geh Schulhof. Unerhörtes aus dem Alltag eines Grundschullehrers. Köln 2012.
- Yigit Muk: Muksmäuschenschlau. Wie ich als Hauptschulproll ein Abi mit 1+ hinlegte. Köln 2015.

### N
- Christine Nöstlinger: Der Hund kommt! (4. Kapitel). Weinheim, Basel 1987.
- Christine Nöstlinger, Erhard Dietl: Neue Schulgeschichten vom Franz. Hamburg 1990.

### P
- Fritz Pistorius: Von Jungen, die werden. Neue Geschichten vom Dr. Fuchs. Berlin 1909.
- Fritz Pistorius: Die Kriegsprima und andere Geschichten vom Dr. Fuchs. Berlin 1915.
- Mirjam Pressler: Jola und Nickel in der Schule. Bindlach 1994.

### R
- Lola Renn: Drei Songs später. München 2013.
- Emmy von Rhoden: Der Trotzkopf. Pensionatsgeschichte für erwachsene Mädchen (Der Trotzkopf). Leipzig 1885.
- Heinrich Scharrelmann: Berni. Aus seiner ersten Schulzeit. Berlin 1912.

### S
- Carl Friedrich von Schlichtegroll, Fritz Baumgarten: Die Waldschule. Ein lustiges Bilderbuch. Leipzig 1935.
- Tony Schumacher: Schulleben. Eine Geschichte für jung und alt zum Lachen und Weinen. Stuttgart 1898.
- Irmgard Sprenger: Pimpchens erstes Schuljahr. Stuttgart 1959.
- Johanna Spyri: Heidi (Heidis Lehr- und Wanderjahre). Gotha 1880.

### T
- Manfred Theisen: Täglich die Angst. München 2007.
- Jochen Till: Ausgeflogen. Würzburg 2007.
- Willi Tobler, Hans de Beer: Tschimi in der Schule. Ravensburg 1992.
- Harald Tondern: Mitschuldig? Die Geschichte eines Amoklaufs. München 2005.
- Magda Trott: Puckis erstes Schuljahr. Leipzig 1935.
- Magda Trott: Pucki kommt in die höhere Schule. Leipzig 1936.

### U
- Irene Ulitzka, Gerhard Gepp: Das Land der Ecken. Wien 1993.
- Else Ury: Nesthäkchens erstes Schuljahr. Eine Geschichte für kleine Mädchen (Nesthäkchen). Berlin 1915.

### V
- Stefanie de Velasco: Tigermilch. Köln 2013.

### W
- Stefan Wolf (d. i. Rolf Kalmuczak): Ein Fall für TKKG – Angst in der 9a (TKKG). München 2005.

### Z
- Elisabeth Zöller: Ich schieße … doch!. Bindlach 2005.

## An Erwachsene oder an Kinder und Jugendliche gerichtete, ins Deutsche übersetzte Literatur

### A
- Tschingis Aitmatow: Der erste Lehrer (Первыйучитель, 1962). Leipzig 1965.
- David Almond: Feuerschlucker (The Fire Eaters, 2003). München 2007.

### B
- Kristín Marja Baldursdóttir: Kühl graut der Morgen (Kular af degi, 2001). Frankfurt a. M. 2013.
- Michael Gerard Bauer: Nennt mich nicht Ismael! (Don’t Call Me Ismael!, 2006). München 2008.
- Enid Blyton: Dolly (Malory Towers; Buchreihe, 1946–1951).
- Enid Blyton: Hanni und Nanni (St. Clare’s; Buchreihe, 1941–1945).  München 1965–1967.
- John Burningham: Hans Magnus Deubelbeiss – der Junge, der immer zu spät kam (John Patrick Norman McHennessey, the Boy Who Was Always Late, 1988). Aarau 1988.

### C
- J. L. Carr: Die Lehren des Schuldirektors George Harpole (The Harpole Report, 1972). Köln 2019.
- Hugo Claus: Der Kummer von Belgien (Het verdriet van Belgie, 1983). Stuttgart 1986.
- Albert Cullum: Die Geranie auf dem Fensterbrett stirbt und Sie machen einfach weiter, Frau Lehrerin! (The Geranium On The Windowsill Just Died But Teacher You Went Right On, 1971). Hamburg 1998.

### D
- Roald Dahl: Matilda (Matilda, 1988). Reinbek bei Hamburg 1989.
- Willy van Doorselaer: Ich heiße Kaspar (Ik heet Kasper, 1990). München 1995.

### F
- Anne Fine: Das Oma-Projekt (The Granny Project, 1983).  Zürich 1990.
- Anne Fine: Der Schreibkünstler (How to write really badly, 1996). Zürich 2001.

### G
- Graham Gardner: Im Schatten der Wächter (Inventing Elliot, 2003). Stuttgart 2004.
- Jan Guillou: Evil – Das Böse (Ondskan, 1981). München 2000.
- Lars Gustafsson: Wollsachen (Illet, 1973). München 1974.

### H
- Thomas Hughes: Tom Brown's Schuljahre. Von einem alten Rugby-Jungen. Zur Darlegung des gegenwärtigen Standes der Erziehung in den oberen Classen Englands (Tom Brown's Schooldays, 1857). Gotha 1867.
- Gonneke Huizing: Das Messer an der Kehle (Mes op de keel, 1996). Stuttgart 1999.

### J
- Fleur Jaeggy: Die seligen Jahre der Züchtigung (I beati anni del castigo, 1989). Berlin 1996.

### K
- Nancy H. Kleinbaum: Der Club der toten Dichter (Dead Poets Society, 1989). Bergisch Gladbach 1990.

### L
- Jean de La Fontaine: Das Kind und der Schulmeister (L’Enfant et le Maître d’école, 1668). Zürich 1997.
- Jean de La Fontaine: Der Schüler, der Schulfuchs und der Gartenbesitzer (L'Écolier, le Pédant et le Maître d'un jardin, 1678). Zürich 1997.
- Astrid Lindgren: Madita (Madicken, 1960). Hamburg 1961.
- Astrid Lindgren: Wir Kinder aus Bullerbü (Alla vi barn i Bullerbyn, 1947). Hamburg 1955.
- Astrid Lindgren: Pippi Langstrumpf (Pippi Långstrump, 1945). Hamburg 1949.
- Astrid Lindgren: Ich will auch in die Schule gehen (Jag vill också gå i skolan, 1951). Hamburg 1964.
- Astrid Lindgren: Märit (Märit, 1951). Hamburg 1952.
- Astrid Lindgren: Peter und Petra (Peter och Petra, 1949). Hamburg 1952.

### N
- Mikael Niemi: Erschieß die Apfelsine (Skjut Apfelsinen, 2010). München 2011.
- Johanna Nilsson: ... und raus bist du. Ein schonungsloser Roman über Mobbing und Ausgrenzung (Hon går genom tavlan, ut ur bilden, 1996). München 1998.

### O
- Joyce Carol Oates: Unter Verdacht. Die Geschichte von Big Mouth und Ugly Girl (Big Mouth & Ugly Girl, 2002). München 2003.
- Joyce Carol Oates: Sexy (Sexy, 2004). München 2006.

### P
- Timo Parvela: Ella in der Schule (Ella ja kiristäjä, 1995). München 2007.
- Jodi Picoult: Neunzehn Minuten (Nineteen Minutes, 2007). München 2008.

### R
- Celia Rees: Klassenspiel (The Bailey Game, 1994). Berlin 2005.
- Bjarne Reuter: Hodder, der Nachtschwärmer (En som Hodder, 1998). Hamburg 1999.
- Morton Rhue: Die Welle (The Wave, 1981). Ravensburg 2005.
- Morton Rhue: Ich knall euch ab!  (Give a boy a gun, 1999). Ravensburg 2002.
- Joanne K. Rowling: Harry Potter (Harry Potter. Romanreihe). 1997–2016.

### S
- J. D. Salinger: Der Fänger im Roggen (The Catcher in the Rye, 1951). Stuttgart, Konstanz 1954 (Überarbeitungen und Neuübersetzungen 1962 u. 2003).
- Ulf Stark: Paul und Paula. Zwei sind einer zuviel; Neuauflage: Alle halten mich für einen Jungen (Dårfinkar & Dönickar, 1984). Hamburg 2000.
- Jon Szieska, Lane Smith: Kwatsch (Julius P.). Hamburg 2003.

### T
- Annika Thor: Ich hätte nein sagen können (Sanning eller konsekvens, 1997). Weinheim 1998.

### W
- Mats Wahl: Schwedisch für Idioten (Svenska för idioter, 2003). München 2007.
- Mats Wahl: Kill. (Kill. ‚Kommissar Fors’, 2005). München 2005.

### Y
- Richard Yates: Eine gute Schule (A Good School, 1978). München 2012.

### Z
- Jan de Zanger: Dann eben mit Gewalt (Desnoods met geweld, 1986). Kevelaer 1987.

## Deutschsprachige Anthologien

### A
- Am liebsten schulfrei. Geschichten aus der Schule. Hrsg. von Jo Pestum. München 1996.

### B
- Besuch im Karzer. Heitere Schulgeschichten von Ludwig Thoma bis Günter Grass. Hrsg. von Martin Gregor-Dellin. München 1966.

### K
- Keiner hat was gesehen! Texte über Gewalt an der Schule. Hrsg. von Reiner Engelmann. München 2007.
- Kinder- und Jugendliteratur. Von der Gründerzeit bis zum Ersten Weltkrieg. In Zusammenarbeit mit Myriam Mieles hrsg. von Hans-Heino Ewers. Kapitel "Schulgeschichten". Stuttgart 1994, S. 231–269.

### S
- Schule muss nicht ätzend sein. Neue Schulgeschichten für Grundschulkinder. Hrsg. von Hans Gärtner. Würzburg 1995.

### T
- Tatort Klassenzimmer: Texte gegen Gewalt in der Schule. Hrsg. von Reiner Engelmann. Würzburg 1994.

### U
- Unterbrochene Schulstunde. Hrsg. von Volker Michels. Frankfurt/Main 1972.

### V
- Vom Zauber der Buchstaben. Schulgeschichten aus aller Welt. Hrsg. von Reiner Engelmann. München 2007.
- Vor dem Leben. Schulgeschichten von Thomas Mann bis Heinrich Böll. Hrsg. von Martin Gregor-Dellin. München 1965.

### W
- Wenn alles schläft und einer spricht ... Schulgeschichten – mal ernst, mal heiter. Hrsg. von Helmut Höfling. Reutlingen 1988.
- Wer stört denn da schon wieder? Alte und neue Schulgeschichten. Hrsg. von Theo Rombach. Freiburg im Breisgau 1985.

## Film, Fernsehen, Internet (national und international)

### A
- Fatih Akin: Tschick. D 2016.
- Axel von Ambesser: Der Pauker. BRD 1958.
- Eric Andreae, Adrian Aeschbacher: Die Lehrer. CH 2012.
- Lindsay Anderson: If .... . UK 1968
- Allan Arkush, Joe Dante: Rock ’n’ Roll Highschool. USA 1979.
- Jack Arnold: High School Confidential (Mit Siebzehn am Abgrund). USA 1958.
- John G. Avildsen: Lean on me (Der knallharte Prinzipal). USA 1989.

### B
- Christophe Barratier: Les Choristes (Die Kinder des Monsieur Mathieu). FR 2004.
- Lars Becker: Der beste Lehrer der Welt. D 2006.
- Marc-Andreas Bochert: Inklusion. Gemeinsam Anders. D 2011.
- Garry Blye: Vampire High. CA 2001.
- Walter Boos / Ernst Hofbauer: Schulmädchen-Report. 3. Teil: Was Eltern nicht mal ahnen. BRD 1972 (für die Zusammenarbeit bei Schulmädchen-Filmen siehe auch Teil 5: Was Eltern wirklich wissen sollten. BRD 1973).
- Walter Boos: Schulmädchen-Report. 9. Teil: Reifeprüfung vor dem Abitur. BRD 1975 (für Boos' Schulmädchen-Filme siehe auch Teil 10: Irgendwann fängt jede an. BRD 1973, Teil 12: Junge Mädchen brauchen Liebe. BRD 1978, Teil 13: Vergiss beim Sex die Liebe nicht. BRD 1980).
- Jean-Claude Brisseau: Noce blanche (Weiße Hochzeit). FR 1989.
- Richard Brooks: Blackboard Jungle (Die Saat der Gewalt). USA 1955.

### C
- Christopher Cain: The Principal (Der Prinzipal – Einer gegen alle). USA 1987.
- Laurent Cantet: Entre les murs (Die Klasse). FR 2008.
- Carlheinz Caspari: Der Vater eines Mörders. BRD 1987.
- James Clavell: To Sir, with love (Herausgefordert / Junge Dornen). USA 1967.

### D
- Bora Dagtekin: Fack ju Göhte. D 2013.
- Bora Dagtekin: Fack ju Göhte 2. D 2016.
- Der Lehrer. D; seit 2009.
- Die Stein (Fernsehserie, ARD). D; seit 2008.
- Die Superlehrer (Fernsehserie, SAT 1). D 2009.

### F
- Philippe Faradeau: Monsieur Lazar. CAN 2011.
- Mike Figgis: The Browning Version (Schrei in die Vergangenheit) UK 1994.
- Ladislas Fodor: Die Abiturientin. BRD 1958.
- Thomas Freundner: Tod einer Lehrerin. D 2011.

### G
- Dennis Gansel: Napola – Elite für den Führer. D 2004.
- Dennis Gansel: Die Welle. D 2008.
- Wolfgang Glück: Der Schüler Gerber. A, BRD 1981.
- Franz Josef Gottlieb: Betragen ungenügend! (Die Lümmel von der ersten Bank). BRD 1972.
- Alex Grasshoff: The Wave (Die Welle). USA 1981.

### H
- Mikael Håfström: Ondskan (Evil / Faustrecht). S, DK 2003.
- Kurt Hoffmann: Das fliegende Klassenzimmer. BRD 1954.
- Ernst Hofbauer: Schulmädchen-Report: Was Eltern nicht für möglich halten. BRD 1970 (für Hofbauers Schulmädchen-Filme siehe auch Teil 2: Was Eltern den Schlaf raubt. BRD 1971, Teil 4: Was Eltern oft verzweifeln lässt. BRD 1972, Teil 6: Was Eltern gerne vertuschen möchten. BRD 1973, Teil 7: Doch das Herz muß dabei sein. BRD 1974, Teil 8: Was Eltern nie erfahren dürfen. BRD 1974, Teil 11: Probieren geht über Studieren. BRD 1977).
- Winnie Holzman:  My So-Called Life (Willkommen im Leben). USA 1994.
- Ralf Huettner: Burg Schreckenstein. D 2016.

### J
- Werner Jacobs: Zur Hölle mit den Paukern (Die Lümmel von der ersten Bank). BRD 1967 (zu Jacobs' Lümmel-Filmen siehe auch Zum Teufel mit der Penne. BRD 1968, Pepe, der Paukerschreck. BRD 1969, Hurra, die Schule brennt!. BRD 1969, Morgen fällt die Schule aus. BRD 1971).
- Werner Jacobs: Das fliegende Klassenzimmer. BRD 1973.
- Manfred Jenning: Eine Woche voller Samstage. BRD 1977.

### K
- Helmut Käutner: Die Feuerzangenbowle. BRD 1970.
- Edgar Kaufmann: Heimsuchung. DDR 1990.
- Tony Kaye: Detachment. USA 2011.
- Sarah Kernochan: All I Wanna Do (Strike – Mädchen an die Macht). USA, CAN 1998.
- Han’s Klaffl: 40 Jahre Ferien – Ein Lehrer packt ein (2009). Erstausstrahlung BR 19.05.2011.
- Andreas Kleinert: Bei Klingelzeichen Mord. D 2001.
- Sebastian Krämer: Deutschlehrer (10.06.2010).[4]
- Lars Kraume: Guten Morgen, Herr Grothe. D 2007.
- Beat Kuert: Schilten (Film). CH 1979.

### L
- Markus Laimer, Albo Beese: Schüler vs. Lehrer (15. April 2010).
- Hae-young Lee: Gyeongseonghakyoo: Sarajin Sonyeodeul (Das Internat: Zum Schweigen verurteilt). ROK 2015.
- Mark L. Lester: Class of 1984 (Die Klasse von 1984). CDN 1982.
- Jean-Paul Lilienfeld: La journée de la jupe (Heute trage ich Rock!). FR, B 2008.
- Peter Lilienthal: Hauptlehrer Hofer. BRD 1975.
- Richard Linklater: The School of Rock (School of Rock). USA, G 2003.

### M
- Rolf Miller: Tatsachen (24. September 2012).[5]
- Vincente Minnelli: Tea and Sympathy (Anders als die anderen). USA 1956.

### N
- Patrick Ness: Class. GB 2016.
- Dieter Nuhr: Nuhr die Wahrheit (31. Dezember 2014; Dieter Nuhr 2010 - Der Jahresrückblick auf YouTube, 10. Mai 2013, abgerufen am 27. Januar 2021.).

### O
- Yutaka Osawa: Sensei the Teacher (Die Lehrerin). J 1983.
- Harald Reinl: Wir hau’n die Pauker in die Pfanne (Die Lümmel von der ersten Bank). BRD 1970.
- Masaharu Okuwaki: Ochame na Futago: Kurea Gakuin Monogatari (Hanni und Nanni). J 1983.

### P
- Wolfgang Petersen: Reifezeugnis. BRD 1977.
- Daniel Petrie: Toy Soldiers (Boy Soldiers). USA 1991.
- Marco Petry: Schule. D 2000.
- Nicolas Philibert: Ëtre et avoir (Sein und haben). FR 2002.
- Volker Pispers: Bis neulich (Version von 2014).[6]
- Pascal Plisson: Auf dem Weg zur Schule. D 2013.

### R
- Géza von Radványi: Mädchen in Uniform. BRD 1958.
- Andreas Rebers: Bildung (16. Mai 2010).[7]
- Andreas Rebers: Ich bin Lehrer und Schlesier (11. September 2010).[8]
- Kevin Reynolds: 187 – One Eight Seven (187 – Eine tödliche Zahl). USA 1997.
- Kilian Riedhof: Homevideo. D 2011.
- Christoph Röhl: Und wir sind nicht die Einzigen. D 2011.
- Christoph Röhl: Die Auserwählten. D 2014.
- Marcus H. Rosenmüller: Die Perlmutterfarbe. D 2008.

### S
- Leontine Sagan, Carl Froelich: Mädchen in Uniform. D. 1931.
- Christoph Schaub: Sternenberg. CH 2004.
- Mark Schlichter: Tod einer Schülerin. D 2010.
- Volker Schlöndorff: Der junge Törleß. BRD 1966.
- Eberhard Schröder: Schüler-Report. BRD 1971.
- Eberhard Schröder: Die Klosterschülerinnen. BRD 1972.
- Horst Schroth: Null Fehler – Herr Laux versteht die Welt nicht mehr (1994). https://www.youtube. com/watch?v= qkSO_GURy8I
- Hubertus Siegert: Klassenleben. D 2005.
- Rainer Simon: Männer ohne Bart. DDR 1971.
- John N. Smith: Dangerous Minds (Dangerous Minds – Wilde Gedanken). USA 1995.
- Niki Stein: Die Konferenz. D 2004.
- Robert A. Stemmle: So ein Flegel. D 1934.
- Sylvia – Eine Klasse für sich (TV-Serie). D 1998–2000.

### T
- Manfred Tamm: Gutmensch Lehrer[4]
- Tim Trageser: Die Lehrerin. D 2011.

### U
- Unser Lehrer Doktor Specht (TV-Serie). D 1991–1999.
- Unser Pauker (zwanzigteilige Fernsehserie). BRD 1965f.
- Sven Unterwaldt: Hilfe, ich habe meine Lehrerin geschrumpft. D 2015.
- Max Uthoff: Bildung (5. April 2012).[9]

### V
- Jean Vigo: Zéro de conduite: Jeunes diables au collège (Betragen ungenügend). FR 1933.
- Alfred Vohrer: Sieben Tage Frist. BRD 1969.

### W
- Connie Walther: Zappelphilipp. D 2012.
- Nicole Weegmann: Ihr könnt euch niemals sicher sein. D 2008.
- Peter Weir: Dead Poets Society (Der Club der toten Dichter). USA 1989.
- Helmut Weiss: Die Feuerzangenbowle. D 1944.
- Tomy Wigand: Das fliegende Klassenzimmer. D 2003.
- Robert Wilde: Jonas – Stell dir vor, es ist Schule und du musst wieder hin!. D 2011.
- Claus Peter Witt: Tod eines Schülers (sechsteilige Fernsehserie). BRD 1981.
- Sam Wood: Goodbye, Mr. Chips (Auf Wiedersehen, Mr. Chips). UK 1939.
- Sönke Wortmann: Frau Müller muss weg!. D 2015.

### Z
- Peter Zadek: Ich bin ein Elefant, Madame. BRD 1968.
- Dror Zahavi: Kehrtwende. D 2011.

## Deutschsprachige Hörspiele

### A
- Beate Andres: Der Hals der Giraffe (Hörspiel) (Literaturadaption). SWR 2012.

### H
- Inga Helfrich: Ich Wir Ihr Sie (Originalhörspiel). BR 2013
- Kai Hensel: Klamms Krieg (Literaturadaption). MDR 2001.

### S
- Leila Stieler: Die Lehrerin (Literaturadaption). RBB 2012.
- Sven Stricker: Schweigeminute (Literaturadaption). NDR 2009.